# Hucisko Jawornickie

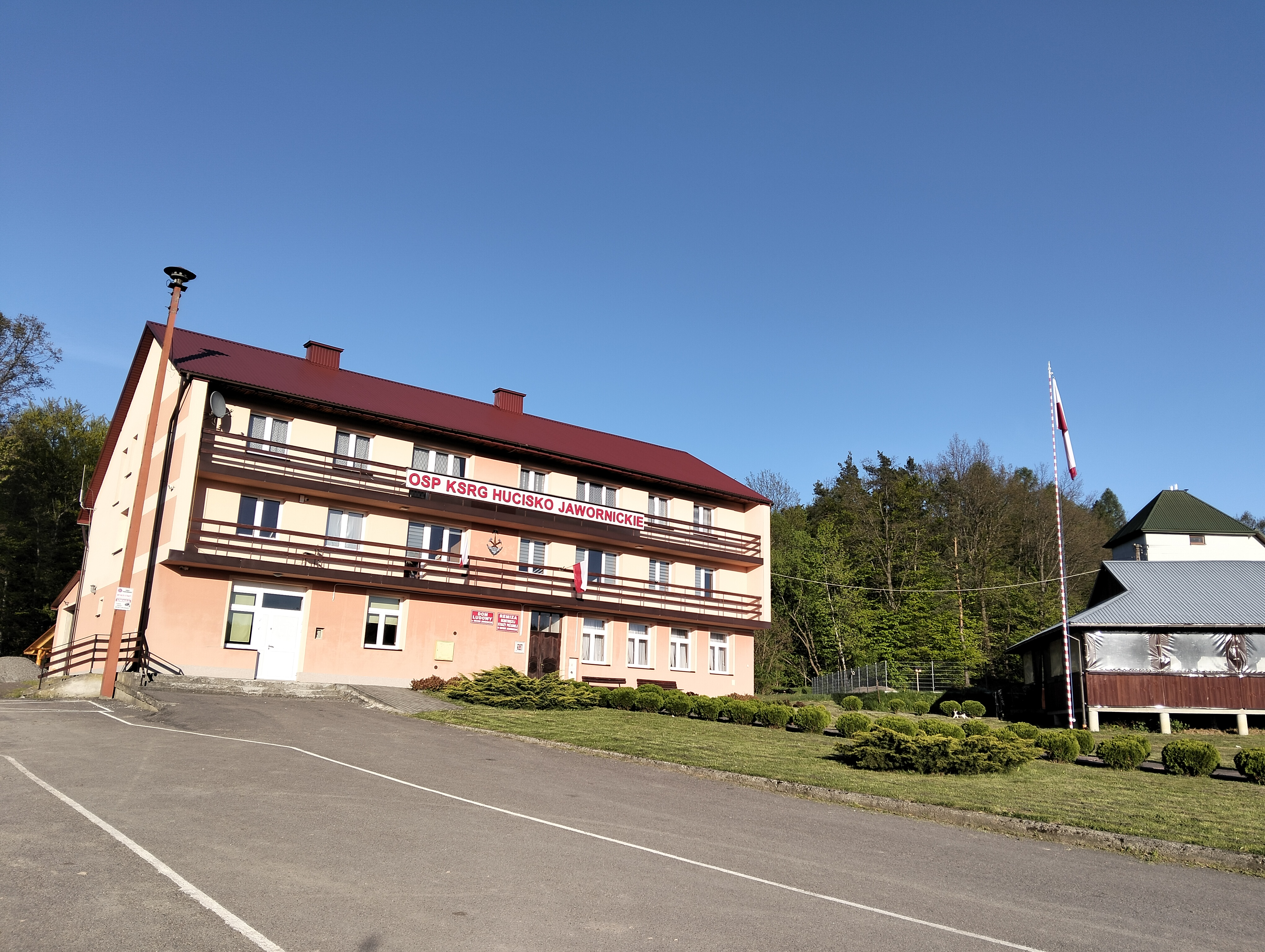
Remiza strażacka w centrum wsi

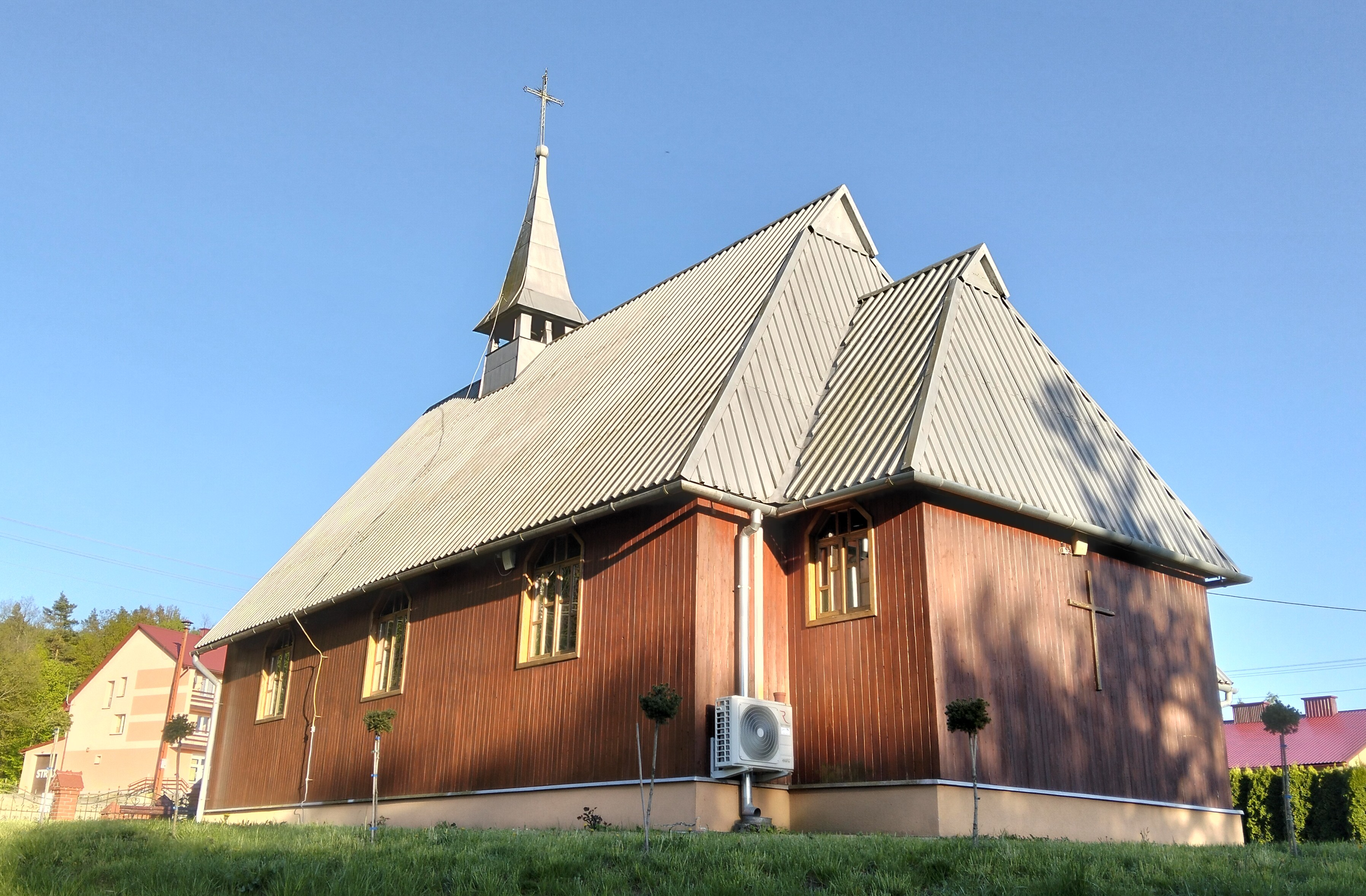
Kościół parafialny

Hucisko Jawornickie – wieś w Polsce położona w województwie podkarpackim, w powiecie przeworskim, w gminie Jawornik Polski.
W latach 1975–1998 miejscowość administracyjnie należała do województwa przemyskiego.

## Części wsi
| SIMC    | Nazwa       |           |
| ------- | ----------- | --------- |
| 0603856 | Kołczówka   | część wsi |
| 0603862 | Podedwór    | część wsi |
| 0603879 | Turzy Potok | część wsi |
| 0603885 | Wiedne      | część wsi |
| 0603891 | Wólka       | część wsi |

## Historia Huciska Jawornickiego
Pierwsza wzmianka o wsi pochodzi z roku 1599, kiedy to w pobliskich lasach znajdowała się huta szkła, od której pochodzi nazwa "Hucisko".
Wieś należała do parafii Jawornik Polski do 14 marca 1958 roku, kiedy to wydanym dekretem ustanowiono Hucisko wikariatem parafii Jawornika. W roku 1969 biskup Ignacy Tokarczuk duszpasterzowi w Hucisku Jawornickim powierzył prowadzenie osobnych ksiąg metrykalnych. Budowę drewnianego Kościoła rozpoczęto w roku 1956, a zaprojektował go inż. Michał Merson z Rzeszowa. Kościół został poświęcony w roku 1958 pw. Matki Bożej Wspomożenia Wiernych. Należy do dekanatu Kańczuga.

## Osoby związane z miejscowością
- Bronisław Mikulec (1936–2007) – polski historyk dziejów gospodarczych, profesor Instytutu Historii Uniwersytetu Marii Curie-Skłodowskiej w Lublinie.

## Zabytki i osobliwości
- kościół drewniany pw. Matki Bożej Wspomożenia Wiernych
- Kopiec Grunwaldzki z głazem i tablicą z 1910 r. upamiętniającą 500-lecie bitwy
- tablica poświęcona Pawłowi Gduli, który wywodził się z niedaleko położonego Manasterza; był żołnierzem, zamordowany w Charkowie.